# Диян Дончев
[[]]
Диян Дончев е български футболист, защитник. Роден на 8 януари, 1974 г. във Варна. През 1992г започва професионалната му кариера като футболист от Спартак Варна. Тогава Дончев е на 18 години, а интерес към него проявява елитният германски 1. ФК Кьолн, но до трансфер не се стига, защото футболистът още не е отбил военната си служба. През 2000 г получава повиквателна от Стойчо Младенов и записва 1 мач за националния отбор в контрола с Украйна, като се изправя срещу Андрий Шевченко. През лятото на 2000 година Диян Дончев поставя рекорд за изходящ трансфер за ФК „Спартак“ (Варна), след като е продаден на гръцкия гранд ФК АЕК Атина за 1 300 000 германски марки. През годините се налага в българския футбол като едно от сериозните имена, играещи в защита.

## Кариера
В дългогодишната си кариера е играл още за гръцкия АЕК (Атина), Черно море, Локомотив (София), Спортист (Своге) и Доростол (Силистра). Диян Дончев е бронзов медалист с ФК „Локомотив“ (София) през сезон 2006/2007г, когато тимът записва 8 мача без загуба в Европейски клубни турнири по футбол. Диян Дончев слага край на футболната си кариера през 2012г. с екипа на ФК „Спартак“ (Варна). През периода като футболист е работил с едни от най-добрите български футболни треньори като Димитър Пенев,Ради Здравков, Велислав Вуцов, Стефан Грозданов, Ясен Петров, Ферарио Спасов, Никола Спасов, Стойчо Стоев и др.
Дончев има 270 мача и 4 гола в А група (157 мача с 4 гола за Спартак (Варна), 4 мача за Черно море, 94 мача за Локомотив (София) и 15 мача за Спортист (Своге). В Б група е изиграл 51 мача с 13 гола (29 мача с 10 гола за Спартак, 12 мача с 3 гола за Черно море и 10 мача за Доростол (Силистра).

## Статистика по сезони
| Сезон    | Отбор          | Първенство       | Мачове | Голове |
| -------- | -------------- | ---------------- | ------ | ------ |
| 1991/92  | Спартак (Вн)   | Б група          | 6      | 0      |
| 1992/93  | Спартак (Вн)   | А група          | 11     | 0      |
| 1993/94  | Спартак (Вн)   | А група          | 1      | 0      |
| 1994/95  | Спартак (Вн)   | Б група          | 23     | 10     |
| 1995/ес. | Спартак (Вн)   | А група          | 8      | 1      |
| 1996/пр. | Черно море     | Б група          | 12     | 3      |
| 1996/97  | Спартак (Вн)   | А група          | 14     | 0      |
| 1997/98  | Спартак (Вн)   | А група          | 18     | 2      |
| 1998/99  | Спартак (Вн)   | А група          | 22     | 0      |
| 1999/00  | Спартак (Вн)   | А група          | 22     | 0      |
| 2000/ес. | АЕК            | Гръцка суперлига | 10     | 0      |
| 2001/пр. | Спартак (Вн)   | А група          | 11     | 1      |
| 2001/ес. | Локомотив (СФ) | А група          | 7      | 0      |
| 2002/пр. | Спартак (Вн)   | А група          | 20     | 0      |
| 2002/ес. | Спартак (Вн)   | А група          | 7      | 0      |
| 2003/пр. | Черно море     | А група          | 7      | 0      |
| 2003/ес. | Спартак (Вн)   | А група          | 13     | 0      |
| 2004/пр. | Локомотив (Сф) | А група          | 10     | 0      |
| 2004/05  | Локомотив (Сф) | А група          | 25     | 0      |
| 2005/06  | Локомотив (Сф) | А група          | 22     | 0      |
| 2006/07  | Локомотив (Сф) | А група          | 20     | 0      |
| 2007/08  | Локомотив (Сф) | А група          | 17     | 0      |
| 2008/09  | Спартак (Вн)   | А група          | 10     | 0      |
| 2009/10  | Спортист (Св)  | А група          | 15     | 0      |
| 2010/ес. | Доростол       | Б група          | 10     | 0      |
| 2011/пр. | Спартак (Вн)   | В група          | 10     | 0      |
| 2011/12  | Спартак (Вн)   | Б група          | 17     | 0      |

## Треньорска кариера
Треньорската кариера на Диян Дончев започва от Дюш на ФК „Спартак“ (Варна), след което през 2014г. става помощник в представителния тим, където работи заедно със Златко Янков. През февруари 2016г. Дончев става част от ОФК „Спартак“ (Плевен), като първоначално работи като помощник на Роберт Петров, а впоследствие става старши треньор на тима. През 2017г. за кратко води третодивизионния ОФК Бдин (Видин). През 2018г. е част от ОФК Беласица (Петрич) като помощник-треньор. През 2020г. застава начело на ПФК „Нефтохимик“ (Бургас), но поради сериозни финансови проблеми през март 2021г. напуска клуба. От лятото на 2024г. е треньор на ФК Черноморец (Балчик). На 26 декември 2024г. Диян Дончев става част от екипа на Николай Киров в Спартак Варна.